# Ambient 2: The Plateaux of Mirror
Ambient 2: The Plateaux of Mirror (1981) este un album  ambient al muzicienilor Harold Budd și Brian Eno. Albumul reprezintă cea dea doua secțiune a lui Eno din seria Ambient, ce a început în 1978 cu albumul Ambient 1: Music for Airports,  identificabil după asemănarea temei artistice a copertei sale, ce arată ca o reprezentare a unei hărți rurale de teren.

## Rezumat
După ce compozitorul Gavin Bryars le face cunoștință, Eno îi prodce în 1978 albumul lui Budd The Pavilion of Dreams, ce duce ulterior la colaborarea lor pentru acest album.

## Muzica
În mare parte instrumentația îi aparțime lui Budd, pe un pian acustic cu prelucrările lui Eno. "The Plateaux of Mirror" și "Wind in Lonely Fences" sunt interpretate pe un electric. Piesa "Not Yet Remembered" a fost compusă de Budd în California, cu linia melodică destinată unui acompaniament vocal, dar a implatoșat compoziția pentru Eno în New York City. Ulterior Eno inversează expresia melodică, o înregistrează și o oferă spre ascultare lui Budd pentru întîia oară prin telefon. Tema de bază a piesei "The Chill Air", a fost repetată și în piesa "Their Memories," de pe următorul album de colaborare din 1984 a celor doi, The Pearl.  În timp ce tema e identificabilă după linia melodică, prolucrările sunt mult mai pronunțate.
Piesele 2, 4, 7, 8 și 10 conțin în mare parte de o orientare de pian, drese într-un mod de spoire  electronică grea; piesa 1, de asemenea cu bază de pian, are câteva prelucrări ușoare de sintetizator către cea de-a doua jumătate a sa. Piesele 3 și 9 prezintă câteva contracții, în mare parte sub forma unor sunete ușoare de clopot, în timp ce piesa nr. 6 conține efecte fără cuvinte/ tacite în stil-vocal ce acompaniază pianul. Pianul din piesa cu nr. 5 e sprijinită de câteva sintetizatoare plăcute, fiind piesa de pe album cu cel mai crescut tempo.
Deoarece albumul a fost înregistrat pe echipament analog, ascultătorul poate auzi sâsâitul de bandă, pe care Eno le-a folosit pentru suntele sale prelucrate în câteva piese.

## Lista pieselor
Toate piesele sunt copuse de Harold Budd și Brian Eno.
1. "First Light"  – 6:59
2. "Steal Away"  – 1:29
3. "The Plateaux of Mirror"  – 4:10
4. "Above Chiangmai"  – 2:49
5. "An Arc of Doves"  – 6:22
6. "Not Yet Remembered"  – 3:50
7. "The Chill Air"  – 2:13
8. "Among Fields of Crystal"  – 3:24
9. "Wind in Lonely Fences"  – 3:57
10. "Failing Light"  – 4:17

## Personal
- Pian și pian electric: Harold Budd
- Alte instrumente, prelucrări: Brian Eno
- Toate piesele sunt copuse de Harold Budd și Brian Eno, cu excepția piesei "Steal Away", compusă de Harold Budd și Eugene Bowen
- Producția si cover art: Brian Eno
- Locul înregistrării: Grant Avenue Studio, Old Rugged Cross, Hamilton, Ontario
- Mulțumiri: Bob și Danny Lanois de la Grant Avenue Studio; Eugene Bowen de la Old Rugged Cross; Roddy Hui